# Cytrynian magnezu
Cytrynian magnezu – organiczny związek chemiczny z grupy cytrynianów, sól kwasu cytrynowego i magnezu. Stosowany jako regulator kwasowości i środek przeczyszczający. Poza cytrynianem magnezu Mg(C
6H
6O
7) istnieje również cytrynian trimagnezu Mg
3(C
6H
5O
7)
2 oraz różne formy uwodnione.